# Didactylia cicatricosa
Didactylia cicatricosa är en skalbaggsart som beskrevs av Schmidt 1908. Didactylia cicatricosa ingår i släktet Didactylia och familjen Aphodiidae. Inga underarter finns listade i Catalogue of Life.